# Siedlisko
Siedlisko è un comune rurale polacco del distretto di Nowa Sól, nel voivodato di Lubusz.
Ricopre una superficie di 92,19 km² e nel 2004 contava 3 503 abitanti.